# Dragó de Boettger
El dragó de Boettger (Tarentola boettgeri) és una espècie de sauròpsid (rèptil) escatós la família Phyllodactylidae que viu illes Canàries i illes Salvatges, i que ha estat introduït en alguns llocs de la península Ibèrica. El seu nom, boettgeri, va ser posat en honor de l'herpetòleg alemany Oskar Boettger (1844 – 1910).

## Descripció
Cos esvelt i cap triangular. Dits relativament estrets. Al centre del cos s'expliquen 99-140 escates comptades en un anell. Posseeix 34 a 50 escates singulars explicades entre la mental i l'alçada de l'extrem anterior de l'oïda. Hi ha una filera de 13 a 18 escates entre els ulls. Té 13 a 19 fileres de tubercles dorsals. Hi ha 24 a 33 tubercles entre els membres anteriors i els posteriors. Els tubercles són petits, llisos al dors i dèbilment carenats a la regió sacra. Hi ha en els membres posteriors 9 a 12 làmines sota el primer dit, 13 a 17 sota el quart i 15 a 19 sota el cinquè. Hi ha 9 sublabials i 9-10 supralabials. Obertura nasal envoltada per la primera labial, rostral-tres nasals. Hi ha 4 escates espinoses a la part posterior de la parpella.
Disseny caracteritzat per tenir una banda longitudinal clara al llarg del centre del dors. Té sis gruixudes bandes transversals fosques sobre el dors gris terrós. Ulls de color gris blavós clar.
En llibertat, els mascles aconsegueixen 74,5 mm de longitud de cap i cos i les femelles 68 mm, però la mida mitjana d'un adult està entre 58 i 55 mm en la major part de les zones de Gran Canària. En terrari els mascles del Hierro arriben 65 mm i les femelles 69 mm i a Gran Canària arriben 76 mm.

## Hàbitat
El seu hàbitat són les rocalles, preferentment a prop de la costa i els jardins naturals.

## Reproducció
Hi ha escasses dades de camp sobre la reproducció. En captivitat, T. b. hierrensis fa la posada des de maig a setembre i  T. b. boettgeri des de març a agost. T. b. hierrensis fa quatre posades, amb un total de 5  ous i T. b. boettgeri fa cinc postes d'un ou cadascuna. Els ous mesuren 12,5-15,5 mm de longitud (Mitjana = 14,4 mm; n = 22) i 10-12 mm d'amplada (Mitjana = 11,3 mm; n = 22) 
La durada del període d'incubació varia (a temperatura constant d'incubació) entre 90 dies a 27,3 °C, 80 dies a 28 °C, 65 dies a 30 °C i 50 dies a 32,3 °C .
Aconsegueix 18 anys de vida en captivitat.

## Distribució
L'àrea de distribució de l'espècie inclou d'una banda les Illes Salvatges, situades al nord de les Illes Canàries, viu a la Salvatge Gran, Salvatge Petita i Pitó Petita. D'altra banda, es distribueix a les illes Canàries, a Gran Canària, El Hierro i els Roques de Salmor (Grande i Chico), situats al costat de El Hierro; a Gran Canària i El Hierro es troba sobretot a les parts baixes de cada illa.
Cap a la dècada del 1990 van aparèixer poblacions de Tarentola boettgri a localitats de Galícia on no existien (Ourense, Santiago de Compostel·la, Vigo, La Corunya), sent identificats més tard com T. boettgeri. L'aparició d'exemplars nounats el 1993 va demostrar que podien reproduir-se en aquest ambient. Es creu que la seva arribada a aquestes ciutats es deu al seu transport accidental en carregaments de plàtans des Canàries. Aquesta suposició es veu reforçada per les dades obtingudes en un magatzem de fruites de Zamora, al qual arriben una mitjana de vuit exemplars diaris d'aquesta espècie amb carregaments de plàtans procedents de Gáldar i la Vall d'Arucas (Gran Canària), encara que en aquest cas encara no hi ha constància de la seva reproducció. És possible que aquest fenomen també passi a altres zones.

## Subespècies
Existeixen les següents subespècies: 
- Tarentola boettgeri boettgeri,  Steindachner, 1891 (Gran Canària).
- Tarentola boettgeri bischoffi, alguns autors consideren a l'OSGA de Selvagens una espècie diferenciada Tarentola bischoffi.
- Tarentola boettgeri hierrensis,  Joger i  Bischoff, 1983 (Hierro).

Les subespècies del Hierro i les Salvatges semblen més properes que les de Gran Canària, tot i que encara no s'ha fet una anàlisi filogenètica concloent.